# Serafín Olarte
Serafín Olarte är en ort i Mexiko.   Den ligger i kommunen Papantla och delstaten Veracruz, i den sydöstra delen av landet, 210 km nordost om huvudstaden Mexico City. Serafín Olarte ligger 62 meter över havet och antalet invånare är 968.
Terrängen runt Serafín Olarte är huvudsakligen platt, men norrut är den kuperad. Runt Serafín Olarte är det ganska tätbefolkat, med 179 invånare per kvadratkilometer. Närmaste större samhälle är Papantla de Olarte, 8,1 km norr om Serafín Olarte. Trakten runt Serafín Olarte består till största delen av jordbruksmark.